# Équipe d'Union soviétique de Coupe de la Fédération
L'équipe d'URSS de Coupe de la Fédération est l’équipe qui, de 1968 à 1991, représente l’URSS lors de la compétition de tennis féminin par équipe nationale appelée Coupe de la Fédération (ou « Fed Cup » à partir de 1995).
Elle est constituée d'une sélection des meilleures joueuses de tennis soviétiques du moment sous l’égide de la Fédération soviétique de tennis.

## Résultats par année

### 1968 - 1969
- 1968 (5 tours, 23 équipes) : pour sa première participation, après une victoire au 1er tour contre la Belgique et l’Italie au 2e tour, l’URSS s'incline en 1/4 de finale contre la Grande-Bretagne.
- 1969 : l’URSS ne participe pas à cette édition organisée à Athènes.

### 1970 - 1979
- 1970 - 1971 - 1972 - 1973 - 1974 - 1975 : l’URSS ne participe pas à ces éditions.
- 1976 (5 tours, 32 équipes) : l’URSS déclare forfait au 1er tour contre l’Uruguay.
- 1977 : l’URSS ne participe pas à cette édition organisée à Eastbourne.
- 1978 (5 tours, 32 équipes) : après une victoire au 1er tour contre l’Autriche, la Yougoslavie au 2e tour et la Roumanie en 1/4 de finale, l’URSS s'incline en 1/2 finale contre l’Australie.
- 1979 (5 tours, 32 équipes) : après une victoire au 1er tour contre le Portugal, le Luxembourg au 2e tour et la Suisse en 1/4 de finale, l’URSS s'incline en 1/2 finale contre les États-Unis.

### 1980 - 1989
- 1980 (5 tours, 32 équipes) : après des victoires contre la Corée du Sud au 1er tour et l’Italie au 2e tour, l’URSS s'incline en 1/4 de finale contre les États-Unis.
- 1981 (5 tours, 32 équipes) : après des victoires contre le Danemark au 1er tour et la Tchécoslovaquie au 2e tour, l’URSS s'incline en 1/4 de finale contre la Grande-Bretagne.
- 1982 (5 tours, 32 équipes) : après des victoires contre l’Espagne au 1er tour et le Pérou au 2e tour, l’URSS s'incline en 1/4 de finale contre l’Australie.
- 1983 (qualifications + 5 tours, 39 équipes) : l’URSS s'incline au 1er tour contre l’Australie.
- 1984 (qualifications + 5 tours, 36 équipes) : après une victoire au 1er tour contre l’Uruguay, l’URSS s'incline au 2e tour contre la Bulgarie.
- 1985 (qualifications + 5 tours, 38 équipes) : l’URSS s'incline au 1er tour contre la Bulgarie.
- 1986 (qualifications + 5 tours, 42 équipes) : l’URSS s'incline au 1er tour contre la Bulgarie.
- 1987 (qualifications + 5 tours, 42 équipes) : après une victoire au 1er tour contre  Israël, l’URSS s'incline au 2e tour contre le Canada.
- 1988 (qualifications + 5 tours, 36 équipes) : après des victoires contre la Yougoslavie au 1er tour, l’Autriche au 2e tour, l’Espagne en 1/4 de finale et l’Allemagne de l'Ouest en 1/2 finale, l’URSS s'incline en finale contre la Tchécoslovaquie.

| Union soviétique - Tchécoslovaquie - 1 : 2 |                                  |                               |           |
| 1                                          | Larisa Savchenko                 | Radka Zrubáková               | 1-6, 6-72 |
| 1                                          | Natasha Zvereva                  | Helena Suková                 | 3-6, 4-6  |
| 1                                          | Larisa Savchenko Natasha Zvereva | Jana Pospíšilová Jana Novotná | 7-65, 7-5 |

- 1989 (qualifications + 5 tours, 40 équipes) : après une victoire au 1er tour contre la Suisse et le Canada au 2e tour, l’URSS s'incline en 1/4 de finale contre l’Espagne.

### 1990 - 1991
- 1990 (qualifications + 5 tours, 44 équipes) : après une victoire au 1er tour contre le Brésil,  Hong Kong au 2e tour, les Pays-Bas en 1/4 de finale et l’Espagne en 1/2 finale, l’URSS s'incline en finale contre les États-Unis.

| États-Unis - Union soviétique - 2 : 1 |                              |                                |               |
| 1                                     | Jennifer Capriati            | Leila Meskhi                   | 7-63, 6-2     |
| 1                                     | Zina Garrison                | Natasha Zvereva                | 6-4, 3-6, 3-6 |
| 1                                     | Gigi Fernández Zina Garrison | Larisa Neiland Natasha Zvereva | 6-4, 6-3      |

- 1991 (qualifications + 5 tours + barrages, 56 équipes) : après une victoire au 1er tour contre le Paraguay, l’URSS s'incline au 2e tour contre la Tchécoslovaquie.

En décembre 1991, l'Union Soviétique est dissoute et la plupart des républiques qui la composent concourent dès lors sous leurs propres bannières.

## Bilan de l'équipe
Résultats des confrontations entre l’URSS et ses adversaires les plus fréquents (3 rencontres minimum dans les groupes mondiaux).
| # | Adversaires     | Rencontres | Victoires | Défaites | % victoires |
| - | --------------- | ---------- | --------- | -------- | ----------- |
| 1 | Espagne         | 4          | 3         | 1        | 75 %        |
| 2 | Tchécoslovaquie | 3          | 1         | 2        | 33 %        |
| 3 | Bulgarie        | 3          | 0         | 3        | 0 %         |
| 4 | États-Unis      | 3          | 0         | 3        | 0 %         |
| 5 | Australie       | 3          | 0         | 3        | 0 %         |

## Bilan des joueuses les plus sélectionnées
Ce bilan est calculé sur la base des rencontres officielles des groupes mondiaux et barrages I et II. Les rencontres des tableaux dits de « consolation » et celles par « zones géographiques » ne sont pas prises en compte. Les joueuses comptant moins de 5 sélections ne sont pas reprises dans le tableau.
| # | Joueuses          | De   | à    | Sélections | Matchs | Victoires | Défaites | % victoires |
| - | ----------------- | ---- | ---- | ---------- | ------ | --------- | -------- | ----------- |
| 1 | Elena Eliseenko   | 1978 | 1985 | 11         | 11     | 6         | 5        | 55 %        |
| 2 | Julia Salnikova   | 1980 | 1982 | 7          | 8      | 6         | 2        | 75 %        |
| 3 | Natasha Chmyreva  | 1978 | 1979 | 7          | 12     | 9         | 3        | 75 %        |
| 4 | Olga Morozova     | 1968 | 1980 | 12         | 17     | 13        | 4        | 76 %        |
| 5 | Olga Zaitseva     | 1979 | 1983 | 10         | 13     | 7         | 6        | 54 %        |
| 6 | Svetlana Cherneva | 1981 | 1987 | 12         | 13     | 7         | 6        | 54 %        |